# Flint (raper)
Flint, również Nowak vel Nowaczyński, właśc. Jakub Nowaczyński (ur. 31 maja 1989 w Warszawie) – polski raper oraz freestylowiec. Członek zespołów bastaboiz, Freestyle Palace i ACME. Zwycięzca finału Wielkiej Bitwy Warszawskiej w 2009 roku. Prowadzi także solową działalność artystyczną. Flint współpracował ponadto z takimi wykonawcami jak: 3-6, Anioł, Białas, Eskobar, Galon, Kowall, HiFi Banda, IKE, Jan Wyga, Klasiik, Neile, SolarMMX, Weno, WSZ, Krusz, Zbylu oraz Nocny.
Uczestnik oraz juror wielu bitew freestylowych, m.in. Wielkiej Bitwy Warszawskiej (WBW) i Bitwy o Pitos 2. W 2017 roku był prowadzącym Microphone Masters, oraz eliminacji WBW.
W 2018 roku nagrał dla zawodnika MMA Kacpra Formeli utwór wykorzystywany jako motyw muzyczny przy wyjściach do jego walk.
Od 2020 roku realizuje projekt Studio Wszędzie, tworząc muzykę w różnych zakątkach świata i publikując ją na swoim kanale w serwisie YouTube.

## Dyskografia
| Rok  | Dane dot. albumu                                                             |
| ---- | ---------------------------------------------------------------------------- |
| 2010 | Czarny charakter - Data: 29 listopada 2010 - Wydawca: Aloha Entertainment    |
| 2012 | Warszawskie Zoo - Data: 11 kwietnia 2012 - Wydawca: Rapton Records           |
| 2013 | Stary, dobry Flint - Data: 3 października 2013 - Wydawca: Koka Beats         |
| 2014 | Zła sława - Data: 7 listopada 2014 - Wydawca: Koka Beats                     |
| 2017 | Niebo na Wrzecionie - Data: 7 kwietnia 2017 - Wydawca: Gram Records          |
| 2019 | Sztuki Wizualne - Data: 18 lipca 2019 - Wydawca: SBM Label                   |
| 2021 | Ja i Rekiny - Data: 04 grudnia 2021 - Wydawca: brak (wydano własnym sumptem) |

| Rok  | Dane dot. albumu                                                  |
| ---- | ----------------------------------------------------------------- |
| 2008 | Radosny futbol - Data: marzec 2008 - Wydawca: ToSieWytnie Records |
| 2009 | Radosny futbol 2 - Data: 2009 - Wydawca: brak (nielegal)          |
| 2013 | Radosny futbol 3 - Data: 11 marca 2013 - Wydawca: Koka Beats      |
| 2014 | Talent nie istnieje - Data: 16 maja 2014 - Wydawca: Koka Beats    |
| 2016 | Smokesex Mixtape - Data: 8 lutego 2016 - Wydawca: brak (nielegal) |

Kompilacje różnych wykonawców
| Rok  | Album                         | Utwór                                                                       | Źródło |
| ---- | ----------------------------- | --------------------------------------------------------------------------- | ------ |
| 2011 | Grube jointy 2: karani za nic | „Na legalu” – Flint, DJ Kebs                                                | [ 22 ] |
| 2011 | Aloha 40%                     | „Warszawski funk” – Mały Esz Esz, Flint „Gałęzie” – Proceente, Flint, Green | [ 23 ] |
| 2012 | Prosto Mixtape Kebs           | „Tak miało być” – Młody M, Flint                                            | [ 24 ] |

Inne utwory
| Rok  | Utwór                                                               | Źródło |
| ---- | ------------------------------------------------------------------- | ------ |
| 2014 | „Charytatywka” (gościnnie: Solar, prod. Salvare)                    | [ 25 ] |
| 2014 | „JA1TY”                                                             | [ 26 ] |
| 2014 | „Vademecum” – Neile, B.A.D., Flint                                  | [ 27 ] |
| 2014 | „Morderca pismaków” (prod. Salvare)                                 | [ 28 ] |
| 2015 | „Reality check” – Solar (gościnnie: Trzy-Sześć, Flint, prod. Wezyr) | [ 29 ] |
| 2015 | „Ludzie psy” (prod. Salvare)                                        | [ 30 ] |
| 2015 | „Salto” (prod. Salvare)                                             | [ 31 ] |
| 2015 | „Dziara” (prod. DJ Flip)                                            | [ 32 ] |
| 2015 | „Spitfire” – Cira (gościnnie: Flint)                                | [ 33 ] |
| 2015 | „Iść już spać” – Flint, Lazy (prod. Cyga)                           | [ 34 ] |
| 2015 | „Underdog” (prod. Luxon)                                            | [ 35 ] |
| 2015 | „Gimbo Slice” (prod. Luxon)                                         | [ 36 ] |

## Teledyski
| Rok       | Tytuł                                                                           | Reżyseria/Realizacja    | Album              | Źródło |
| --------- | ------------------------------------------------------------------------------- | ----------------------- | ------------------ | ------ |
| 2010      | „Czarny charakter”                                                              | Studio 35               | Czarny charakter   | [ 37 ] |
| 2011      | „Teoria spisku”                                                                 | Czarny Charakter Videos | Czarny charakter   | [ 38 ] |
| 2011      | „Przeszedłem drogę” / „Nie miałem nic” (gościnnie: Hades, DJ Kebs, Zeus)        | Czarny Charakter Videos | Czarny charakter   | [ 39 ] |
| 2011      | „Jesteś moją marihuaną”                                                         | Studio 35               | –                  | [ 40 ] |
| 2012      | „Gadam do głów” (gościnnie: Ekonom)                                             | 9mm Filmz               | Warszawskie Zoo    | [ 41 ] |
| 2012      | „Bazuka”                                                                        | DirtMiron               | Warszawskie Zoo    | [ 42 ] |
| 2012      | „Nie zatrzymasz mnie” (gościnnie: DJ Kebs, Tommy)                               | Studio 35               | Warszawskie Zoo    | [ 43 ] |
| 2012      | „Ballada o smutasach”                                                           | Czarny Charakter Videos | –                  | [ 44 ] |
| 2013      | „Muszę dostać skrzydeł” (gościnnie: Dotcom)                                     | Exformers               | Stary, dobry Flint | [ 45 ] |
| 2013      | „Desiderata” (gościnnie: Pezet)                                                 | Damian Michalak         | Stary, dobry Flint | [ 46 ] |
| 2013      | „Bez przypału”                                                                  | –                       | Stary, dobry Flint | [ 47 ] |
| 2013      | „Blok”                                                                          | RZ Videos               | Stary, dobry Flint | [ 48 ] |
| 2014      | „Moja pierwsza groupie”                                                         | WOW Pictures            | Zła sława          | [ 49 ] |
| 2014      | „Przyjaciółki, koleżanki, kumpele”                                              | Exformers               | Zła sława          | [ 50 ] |
| 2014      | „Jestem skończony”                                                              | R5 Films                | Zła sława          | [ 51 ] |
| 2014      | „#Hot16Challenge”                                                               | –                       | –                  | [ 52 ] |
| 2015      | „Dziara”                                                                        | Czarny Charakter        | –                  | [ 32 ] |
| 2015      | „Salto”                                                                         | Czarny Charakter        | –                  | [ 31 ] |
| Gościnnie |                                                                                 |                         |                    |        |
| 2013      | „Młoda krew” – Dondi (gościnnie: Bonson, Flint)                                 | –                       | Młoda krew         | [ 53 ] |
| 2015      | „Spitfire” – Cira (gościnnie: Flint)                                            | Fris                    | –                  | [ 33 ] |
| Inne      |                                                                                 |                         |                    |        |
| 2013      | „Głód” – Flint, Zaginiony, Żaru, Pepe Skuad, Wuzet, Małolat, Pezet              | –                       | –                  | [ 54 ] |
| 2014      | „Kreuj, nie psuj” – Proceente, Muflon, Siódmy, Flint, Łysonżi, Skorup, DJ Anusz | Ipanema Studio          | –                  | [ 55 ] |

## Nagrody i wyróżnienia

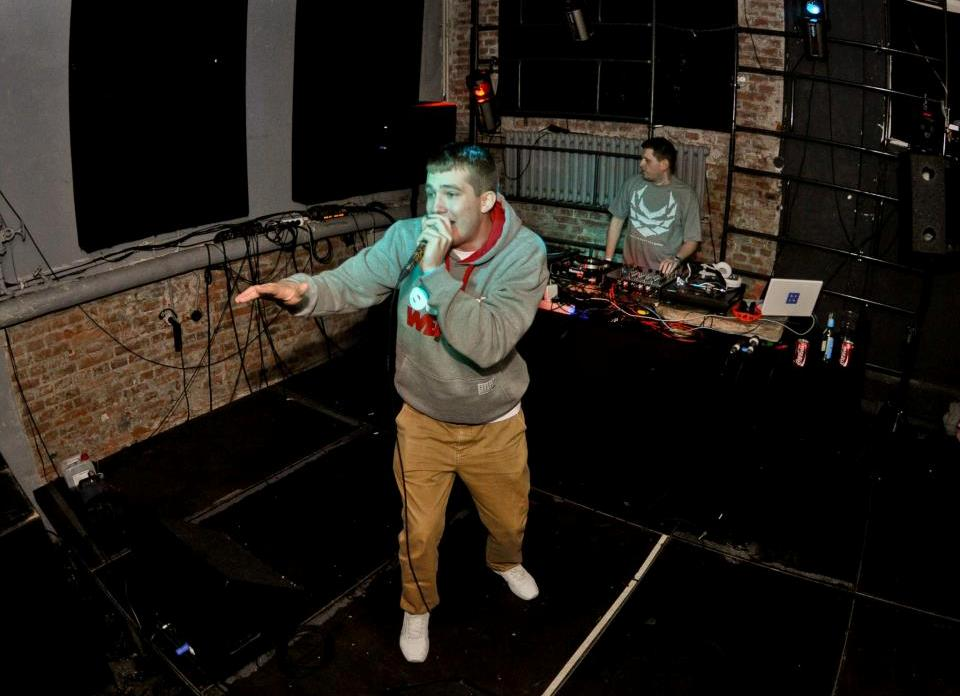
Flint, 2013

- III Ogólnopolski Przegląd Debiutów Hip-Hop Praga 2006 – 2. nagroda[2]
- Wielka Bitwa Warszawska 2006 Eliminacje – 1. miejsce[56]
- Wielka Bitwa Warszawska 2006 Finał – 3. miejsce[56]
- Wielka Bitwa Warszawska 2007 Eliminacje – 2. miejsce[56]
- Wielka Bitwa Warszawska 2007 Półfinał – 5. miejsce[56]
- Wielka Bitwa Warszawska 2007 Finał – 5. miejsce[56]
- Wielka Bitwa Warszawska 2008 Eliminacje – 1. miejsce[56]
- Wielka Bitwa Warszawska 2008 Finał – 2. miejsce[56]
- Wielka Bitwa Warszawska 2009 Eliminacje – 1. miejsce[56]
- Wielka Bitwa Warszawska 2009 Finał – 1. miejsce[56]